# Золотарёв, Сергей Григорьевич
Сергей Григорьевич Золотарёв (1906 год, село Тисуль, Мариинский уезд, Томская губерния — дата смерти неизвестна) — директор Джамбулской МТС Джамбулской области, Казахская ССР. Герой Социалистического Труда (1948).

## Биография
Родился в 1906 году в селе Тисуль Томской губернии. С 1924 года трудился забойщиком на шахтах Ленских и Марточийских золотых приисках. В 1930 году вступил в ВКП(б). Окончив профсоюзную школу в Томске, с 1932 года на профсоюзной и партийной работе. С 1938 года — заместитель директора Барандатской МТС Новосибирской области, с 1939 года — заместитель директора Ичинской МТС Новосибирской области. Участвовал в Великой Отечественной войне. Служил политруком и батальонным комиссаром. Получил два ранения во время Сталинградского сражения. После демобилизации в 1945 году возвратился на родину. В ноябре 1945 года переехал в Джамбулскую область, где был назначен директором Джамбулской МТС Джамбулского района.
В 1947 году Джамбулская МТС, обслуживания сельскохозяйственные предприятия Джамбулского района, первой в Казахской ССР провела посев сахарной свеклы и собрала урожай в среднем по 496,4 центнеров сахарной свеклы с каждого гектара на участке площадью 295 гектаров. Указом Президиума Верховного Совета СССР от 28 марта 1948 года «за получение высоких урожаев пшеницы, сахарной свеклы в 1947 году» удостоен звания Героя Социалистического Труда с вручением ордена Ленина и золотой медали «Серп и Молот».
Избирался депутатом Джамбулского областного Совета народных депутатов.
Дата смерти неизвестна.
Награды
- Герой Социалистического Труда
- Орден Ленина
- Орден «Знак Почёта» (09.04.1947)
- Медаль «За отвагу»
- Медаль «За оборону Сталинграда» (22.12.1942)